# 四事供養
四事供養，佛教用語。由於僧侣以修行為前提，修行過程中需要摒除各種外缘，自謀生活必需品不易，便有賴信眾供養布施。「供養」指供給資養佛法僧三寶。「四事供養」便是供養出家僧眾日常生活所需之四事。
四事一般可指：衣服、飲食、臥具、醫藥，或指衣服、飲食、湯藥、房舍等。

## 經文引證
- 《增一阿含經》:「 佛在捨衛國祇樹給孤獨園。為波斯匿王說法。王即請佛及比丘僧。三月供養。遂於宮門之外。作大講堂。懸缯旛蓋。及辦一切。供給所須衣被。飲食。臥具。醫藥。故云四事供養。」

- 《佛本行集經》：「尊重承事，恭敬供養，四事具足。所谓衣服、飲食、卧具、湯藥。」